# 2011년 리비아 군사 개입
틀:전역상자 제1차 리비아 내전
2011년 리비아 군사 개입(2011 military intervention in Libya)은 유엔 헌장 제42조에 명시된 군사적 강제 조치에 근거하여 북대서양 조약 기구 및 동맹국이 제1차 리비아 내전에 개입한 군사 활동을 의미한다. 유엔 안보리가 2011년 3월 17일 유엔은 "리비아 비행금지구역"을 설정했고, 이는 리비아 전역을 대상으로 한다.
2011년 리비아 봉기에서 무아마르 카다피가 공군을 동원해 민간인을 학살하자, 인도에 반한 죄를 저지르는 것에 대한 국제사회의 강력한 항의가 있었고, 유엔 안보리는 유엔 헌장 제41조에 명시된 비군사적 강제 조치를 결의했다.
미국, 영국, 프랑스가 리비아 공습 준비를 완료한 가운데 2011년 3월 18일 국제 연합 안전보장이사회가 리비아 상공에 대한 비행금지구역을 설정했다. 안보리가 유엔헌장 제41조 비군사적 강제조치에 이어 제42조 군사적 강제조치를 결의한 것이다. 찬성 10표, 기권 5표로 통과되었으며 거부권을 가진 상임이사국인 중국과 러시아, 비상임이사국인 독일과 브라질, 인도가 기권했다. 안보리 결의는 상임이사국 5개 국가의 반대가 없고, 15개 이사국 가운데 9개국이 찬성하면 통과된다.
유엔헌장 제42조는 국제사회에서 유일하게 침략전쟁을 합법적으로 사전 승인하는 다자조약 조문이다. 유엔은 유엔헌장 제41조 비군사적 강제조치, 제42조 군사적 강제조치의 2개 조항을 통해 모든 국제법 위반행위를 통제하고 있다.
2011년 3월 10일 힐러리 클린턴 미국 국무장관은 이라크와 세르비아에서의 비행금지구역으로 사담 후세인과 슬로보단 밀로세비치를 축출하지 못했다면서, 그 효과에 대해 회의적인 언급을 하였다. 1999년 세르비아의 코소보 전쟁에서, 연합군은 78일간 1,000 소티의 공습을 하였다. 비행금지구역을 위한 방공망 뿐 아니라 지상군에 대한 공습도 하였다.
2011년 3월 18일 유엔 안보리는 유엔헌장 제42조에 의거, 리비아에 비행금지구역을 설정했다. 비행금지구역 설정만이 아니라 민간인 보호를 위하여 지상군에 대한 공습도 승인했다. 코소보에서와 비슷한 승인이다.
이탈리아의 아비아노 공군기지 또는 키프로스의 아크로티리 기지, 또는 미군 항공모함에서 출동하는 전투기가 주력이 될 것이다. 미국 해군은 중동을 담당하는 미국 제5함대가 바레인에 있으며, 유럽을 담당하는 미국 제6함대가 이탈리아 가에타에 있다. 지중해에 있는 섬나라인 몰타와 키프로스에는 영국 공군기지가 있다.
리비아 수도 트리폴리에서 가장 가까운 공군기지는 360 km 떨어진 몰타의 영국 공군기지다. 키프로스의 영국 공군기지는 1800 km 떨어져 있으며, 미국 공군이 사용하는 이탈리아 아비아노 공군기지는 1640 km 떨어져 있다. 게이츠 미국 국방장관은 의회에서 "비행금지구역 설정은 리비아의 방공망을 파괴하는 공격으로 시작된다."고 밝혔다. 이번 유엔 안보리의 유엔헌장 제42조에 의거한 비행금지구역 설정은 리비아 사태에 대한 유엔 안보리의 최초의 무력공격 승인이다.
이번 결의안은 비행금지구역 설정만이 아니라, "벵가지를 포함해 리비아 정부의 공격위협에 직면해 있는 민간인 밀집지역과 민간인을 보호하기 위해 회원국들이 모든 조치를 취할 것을 허용"했다. 그러나 리비아 영토 내로 지상군을 배치하는 방안은 제외시켰다. 즉 반군에 대한 전투기, 헬기를 통한 무력지원(CAS)을 승인했다.
유엔의 리비아 비행금지 제제는 리비아 사태가 완화되자 만장일치로 1973년의 유엔 안보리 결의안과 함께 2011년 10월 31일 23시 59분 (리비아 현지 시각) 유엔 안보리 결의안 2016에 의거해 해제되었다.

## 캐나다
캐나다가 CF-18 전투기 6대를 파병하기로 했다. 캐나다는 이번 리비아 사태와 관련, C-130 수송기와 C-17 수송기를 몰타의 공군기지에서 이착륙했었다. 몰타는 리비아 수도에서 360 km 떨어진, 리비아에서 가장 가까운 연합군 공군기지가 위치한 국가이다. 그러나, 수송임무가 아닌 공격임무에는 적합하지 않다고 하여, 보다 멀리 떨어진 이탈리아 공군기지를 사용할 것이라고 알려졌다.
CF-18 전투기는 F-16 크기인 F/A-18의 캐나다 라이센스 생산 전투기이며, F-15 크기인 F/A-18E/F는 아니다. 캐나다는 1991년 걸프 전쟁에서 카타르의 공군기지를 사용해 26대의 CF-18 전투기를 파병한 적이 있으며, 1999년 코소보 전쟁 당시, 18대의 CF-18을 이탈리아 아비아노 공군기지에 전개한 적이 있다.

## 프랑스
프랑스의 미라주 2000 4대와 라팔 8대가 벵가지의 리비아군을 공습했다. 이번 작전의 최초의 전투기 공습이었다. 프랑스는 프랑스군만의 작전인 오퍼레이션 하트만을 개시했다. 프랑스 공군의 E-3 센트리 조기경보기 1대, 샤를 드골 핵항모, 6대의 KC-135 공중급유기를 파병했다.
파병된 프랑스 해군의 군함은 모두 6척이며 총배수량은 76300톤이다:
- 샤를 드골 핵추진 항공모함 - 배수량 4만톤, 함재기 35대
- French frigate Forbin - 호라이즌급 호위함, 방공 호위함, 프랑스판 이지스함, 2005년 진수, 배수량 7000톤
- French frigate Aconit - 라파예트급 호위함, 1997년 진수, 배수량 3500톤
- French frigate Dupleix - 대잠 호위함, 1978년 진수, 배수량 3500톤
- French frigate Jean Bart - 방공 호위함, 1985년 진수, 배수량 4500톤
- 연료보급선 La Meuse - 배수량 17800톤

## 군사 작전
2011년 3월 19일부터 미국의 오디세이 새벽 작전, 영국의 엘라미 작전, 프랑스의 아르마탕 작전, 캐나다의 모바일 작전이 시작되었다.

## 같이 보기
- 2011년 리비아 봉기
- 인도에 반한 죄